# Чжан Цзинь
Чжан Цзинь (кит.: 章瑾 Zhang Jin, нар. 3 січня 2003, Гуандун, Китай) — китайська гімнастка. Призерка чемпіонату світу та Азійських ігор, чемпіонка Універсіади в командному багатоборстві. Учасниця Олімпійських ігор 2020 у Токіо, Японія.

## Спортивна кар'єра
Почала займатися спортивною гімнастикою в дитячому садочку.

#### 2018
На Азійський іграх здобула перемогу в командній першості та бронзову нагороду у вправі на колоді.

## Результати на турнірах
| Рік  | Змагання                               | КБ | ІБ | Опорний стрибок | Різновисокі бруси | Колода | Вільні вправи |
| ---- | -------------------------------------- | -- | -- | --------------- | ----------------- | ------ | ------------- |
| 2018 | Азійські ігри                          | 1  |    |                 |                   | 3      |               |
| 2018 | Чемпіонат світу                        | 3  |    |                 |                   | 8      |               |
| 2018 | Кубок світу. Штутгарт                  |    | 1  |                 |                   |        |               |
| 2020 | American Cup                           |    | 9  |                 |                   |        |               |
| 2021 | Чемпіонат Китаю                        | 7  | 2  |                 |                   | 5      | 4             |
| 2021 | Перше олімпійське випробовування Китаю |    | 1  |                 |                   |        |               |
| 2021 | Друге олімпійське випробовування Китаю |    | 1  |                 |                   |        |               |
| 2021 | Олімпійські ігри                       | 7  |    |                 |                   |        |               |
| 2023 | Універсіада                            | 1  |    |                 |                   |        | 7             |